# Corina Eichenberger-Walther
Corina Eichenberger-Walther, née le 14 octobre 1954 à Aarau (originaire de Berne, Kölliken et Beinwil am See), est une juriste et une personnalité politique suisse, membre du parti libéral-radical. Elle est députée du canton d'Argovie au Conseil national de décembre 2007 à décembre 2019.

## Biographie
Originaire de Berne, Kölliken et Beinwil-am-See, Corina Eichenberger-Walther naît le 14 octobre 1954 à Aarau. 
Elle obtient une licence en droit à l'Université de Bâle en 1979, puis son brevet d'avocate en 1981. Elle exerce ce métier de 1982 à 2004 dans un cabinet bâlois, dont elle est associée, puis dans un autre cabinet, dont elle est également associée.  
Corina Eichenberger-Walther est veuve et mère de deux enfants. Elle habite à Kölliken. 

## Parcours politique
De 1993 à 2007, elle siège au Grand Conseil du canton d'Argovie, qu'elle préside de 2005 à 2006. Le 21 octobre 2007 elle est élue au Conseil national, où elle siège à la Commission de gestion et à la Commission de la politique de sécurité. Réélue à deux reprises, elle annonce en juillet 2018 qu'elle ne se représentera pas pour un quatrième mandat en automne 2019. 

## Autres mandats
Corinna Eichenberger-Walther exerce divers mandats dans le domaine de l'économie, des associations et fondations. Elle a notamment été présidente du Forum nucléaire suisse, membre de la chambre de commerce des deux Bâles (HKBB), membre du conseil d'administration de la banque privée Dreyfus Söhne & Cie et conseillère auprès de la banque cantonale d'Argovie.
Elle est présidente de l'Association Suisse-Isräel depuis 2012 et présidente du Conseil de l'Institut fédéral de la propriété intellectuelle depuis le 1er janvier 2020.